# Лебер, Теодор
Теодор Карл Густав фон Ле́бер (нем. Theodor Carl Gustav von Leber; 29 февраля 1840, Карлсруэ — 17 апреля 1917, Гейдельберг) — немецкий медик, офтальмолог и преподаватель.

## Биография
Теодор Лебер — сын профессора языкознания из Карлсруэ. Первоначально планировал стать химиком, но известный профессор химии Роберт Вильгельм Бунзен убедил его заняться медициной, поскольку химиков на тот период времени было с избытком. В Гейдельберге Лебер стал студентом у Германа Гельмгольца, защитил докторскую диссертацию и проработал год ассистентом Германа Якоба Кнаппа в глазной клинике при Гейдельбергском университете.
Впоследствии отправился в Вену, где под руководством Карла Людвига изучал физиологию. Вскоре Лебер вернулся к офтальмологии и работал врачом-ассистентом у Альбрехта фон Грефе в Берлине в 1867—1870 годах. Некоторое время работал в Париже. В 1869 году получил право преподавания в Берлинском университете. В 1871 году был назначен экстраординарным профессором офтальмологии и директором глазной клиники Гёттингенского университета, с 1890 года возглавил глазную клинику в Гейдельберге, где проработал до 1910 года. В 1888 году Лебер был избран в члены Леопольдины. Имя Теодора Лебера носят наследственная оптическая нейропатия и амавроз.
Теодор Лебер похоронен на Гейдельбергском нагорном кладбище рядом со своей второй супругой Оттилией Лебер, дочерью теолога Отто Майера. Племянник Теодора Лебера — специалист по тропической офтальмологии Альфред Лебер.

## Труды
- Anatomische Untersuchungen über die Blutgefässe des menschlichen Auges. Denkschrift der kaiserlichen Akademie der Wissenschaften in Wien, 1865.
- Untersuchungen über die Caries der Zähne. mit Rottenstein. Berlin, 1867.
- Studien über den Flüssigkeitswechsel im Auge. Albrecht von Graefes Archiv für Ophthalmologie, 19 (1873), Nr. 2, S. 87 — 185 doi:10.1007/BF01720618.
- Ueber die Erkrankungen des Auges bei Diabetes mellitus. Albrecht von Graefes Archiv für Ophthalmologie, 21 (1875), Nr. 3, S. 206—337 doi:10.1007/BF01695031.
- Die Circulations- und Ernährungsverhältnisse des Auges. in Graefe-Saemisch: Handbuch der gesamten Augenheilkunde, 1876.
- Die Krankheiten der Netzhaut und des Sehnerven. in Graefe-Saemisch: Handbuch der gesamten Augenheilkunde, volume 3 and 4; Leipzig, 1877; 2nd edition, 1915—1916 .
- Die Entstehung der Entzündung und die Wirkung der entzündungserregenden Schädlichkeiten. in Graefe-Saemisch: Handbuch der gesamten Augenheilkunde, volume, 4. Leipzig, 1891.
- Ueber Retinitis pigmentosa und angeborene Amaurose. Albrecht von Graefes Arch. Ophthal. 15: 1-25, 1869.